# شهرستان باکس (پنسیلوانیا)
شهرستان باکس، پنسیلوانیا (به انگلیسی: Bucks County, Pennsylvania) شهرستانی در ایالات متحده آمریکا است که در پنسیلوانیا واقع شده‌است.

## خصوصیات
شهرستان باکس ۱٬۶۱۰٫۹۸ کیلومترمربع مساحت دارد.